# Акриландия
Акриландия е град — община в източната част на бразилския щат Акри. Населението на общината към 2009 г. е 12 241 души, а територията ѝ е 1577.55. km2. Общината е част от икономико-статистически микрорегион Риу Бранку, мезорегион Вали ду Акри.

## История
Акриландия е първият изкуствено създаден град в Акри, със статут на община по силата на закон №1025/92 от 28 април 1992 г., създаден след отцепването му от Пласиду ди Кастру и Сенадор Гиомард. Девизът на града е „Принцеската на Акри“ (Princesinha do Acre).
В последните години Акриландия постига високо развитие в селскостопанския сектор и значително увеличение на населението от миграции, идващи от южна и централна Бразилия, но все още е много малък град, с малко средства за образование, работа и здравеопазване, поради което хората търсят по-добър живот в Риу Бранку — щатската столица или другаде.

## География
Населението на общината по данни от преброяването от 2010 възлиза на 12 538 жители, а площта — 1.575 km² (7,3 д./km²).
Граничи на север с щатите Амазонас и Рондония, на юг и югозапад с община Пласиду ди Кастру, на изток с Боливия и на запад с община Сенадор Гиомард. През града минава междущатската магистрала BR-364.